# Mirei Shigemori

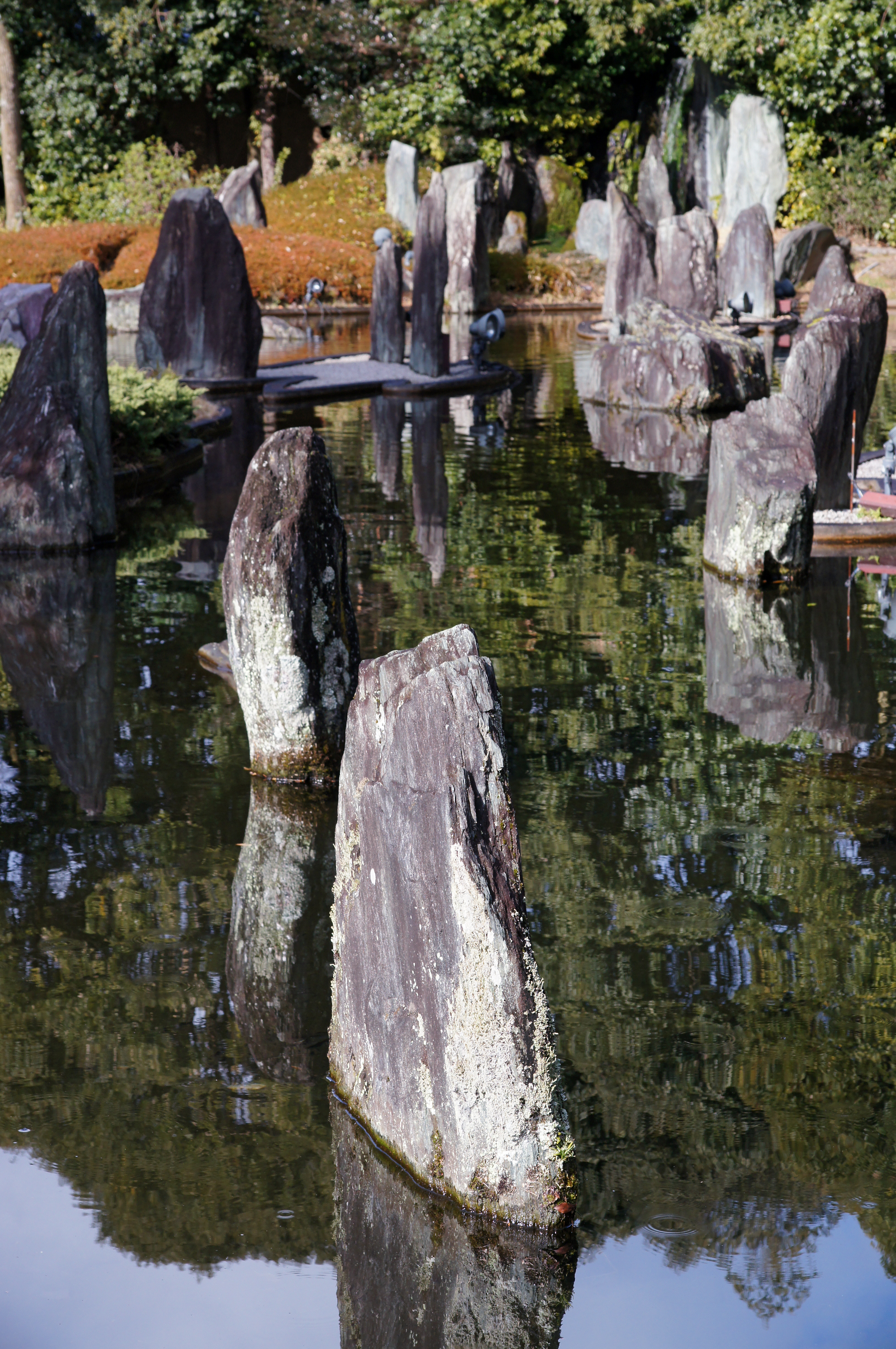
Jardin de Horai, Shofuen du Matsunoo-taisha à Kyōto (1975).

Mirei Shigemori (1896-1975) était un concepteur de jardins japonais. Il est un des principaux acteurs du renouveau des jardins au Japon, et un des plus grands créateurs de jardins secs du XXe siècle.

## Biographie
Mirei Shigemori est né en 1896 à Yoshikawa, un village de la préfecture d'Okayama, à l'ouest de Honshū. Durant son adolescence, il apprend l'art de la cérémonie du thé ainsi que l'ikebana. En 1917, il part à Tōkyō et étudie l'art. Après le tremblement de terre de Kantō de 1923, il rentre à Yoshikawa, puis s'installe à Kyōto en 1929.
Entre 1930 et 1932, il publie Nihon Kadō Bijtsu Zenshū, les Œuvres complètes sur l'art d'arranger les fleurs, un recueil en neuf tomes sur l'ikebana. En 1933, il écrit Kyōto Bijutsu Taikan Teienhen, le volume consacré aux jardins du recueil Art à Kyōto, et entreprend à cette occasion sa première longue étude des jardins japonais. Il conçoit alors quelques jardins dans des résidences privées, autour de Kyōto et Ōsaka.
Sa première commande importante survient en 1934, pour le jardin  du sanctuaire Kasuga-taisha, à Nara. En 1938-1939, il entreprend avec plusieurs assistants un catalogue détaillé de plus de 250 jardins au Japon ; celui-ci est publié sous le nom Nihon teienshi zukan (Histoire illustrée des jardins japonais). C'est alors que l'abbé du temple de Tōfuku-ji lui demande de rénover complètement le jardin du temple. Shigemori mène cette rénovation gratuitement, contre l'assurance d'une liberté de création totale. À cette occasion, il lance les bases de son projet de renouveau de l'art du jardin japonais lui-même ; et le damier de pierres et de mousses du jardin ouest devient la représentation emblématique de  ce renouveau.
Entre 1940 et 1949, il se consacre essentiellement à l'écriture, publiant 33 ouvrages durant cette période. Il revient à la conception et la construction de jardins à partir de 1950. Dans ses dernières années, il reprend l'écriture (il publie le Nihon Teienshi Taikei ou Inventaire historique des jardins japonais à partir de 1971), tandis qu'il construit ses jardins les plus avant-gardistes.

## Œuvres majeures
Jardins :
- Tōfuku-ji à Kyōto (1939)
- Kishiwada-jō à Kishiwada, préfecture d'Ōsaka (1953)
- Zuihō-in à Kyōto (1961)
- Sumiyoshi Jinja à Sasayama, préfecture de Hyōgo (1966)
- Matsunoo-taisha à Kyōto (1975)